# Ріфат

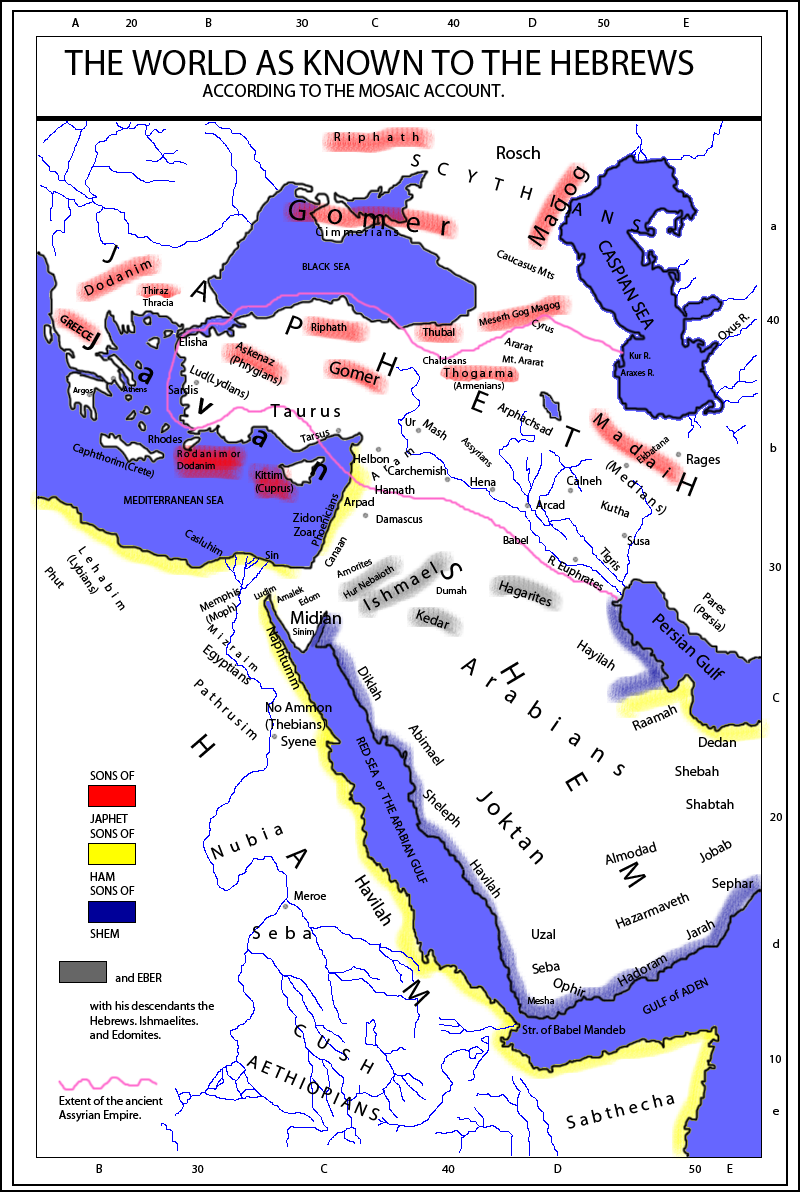
Стародавні біблійні народи

Ріфа́т (іноді Діфат) — згідно з Біблією (Буття 10:3; 1 Пар. 1:6), другий син Ґомера, брат Аскеназа й Фогарми. Онук Яфета.

## Історія
Ріфат або Діфат був правнуком Ноя, онуком Яфета , сином Гомера (старшого сина Яфета), старшим братом Тогарми і молодшим братом Ашкеназа згідно з таблицею народів у єврейській Біблії (Буття 10:3, 1 Хроніки 1:6).
Йосиф Флавій вважав, що він був першопредком «ріфатеїв, яких тепер називають пафлагонцями». Іполит Римський вважав його предком савроматів (на відміну від «сарматів», яких він називав нащадками старшого брата Ріфата - Ашкеназа).
Ріфата часто пов’язували з Ріфейськими горами класичної грецької географії, у передгір’ях яких беруть витоки річки Алдеск і Пантікап (Пантікап — притока Борисфена) та жили Арімаспі (також звані Ріфеями). 
Біблійний словник Сміта вказує на те, що Карпатські гори «на північному сході Дакії» є місцем Ріфату або Ріфейських гір. 
Вірменські історики Ованес Драсханакертці й Мовсес Каланкатуаці також відносять до нащадків Ріфата — савроматів.